# Jozo Kljaković
Jozo Kljaković (3 de marzo de 1889 - 10 de octubre de 1969) fue un pintor croata.
Estudió en Praga y luego en un instituto de artes en Roma. También estudió pintura al fresco en París. Kljaković fue profesor en la Academia de Bellas Artes de Zagreb de 1921 a 1943. Pintó un ciclo de 14 frescos para la Iglesia de San Marcos en Zagreb. Fue principalmente influenciado por el Art Nouveau, Ferdinand Hodler e Ivan Meštrović, un amigo suyo. En Croacia se le acredita como un "maestro de la pintura al fresco".